# Mark Tami
Mark Richard Tami, né le 3 octobre 1962, est un homme politique britannique du Parti travailliste. Il est député pour Alyn et Deeside à partir de 2001. 

## Biographie
Né à Enfield, au nord de Londres, Tami fait ses études à la Enfield Grammar School. Il obtient un diplôme d'histoire à l'Université du Pays de Galles, Swansea. 
Tami est élu pour la première fois comme député d'Alyn et Deeside en 2001. Il est whip adjoint du gouvernement depuis juillet 2024.
Il épouse Sally Daniels en juillet 1994 à Bromley, le couple deux fils.